# Фомиченко, Илларион Яковлевич
Илларион Яковлевич Фомиченко (1900 д.Падевичи, Белыничского района, Могилёвской области, Белоруссия — 1988 Москва, СССР) — советский историк, Участник Великой Отечественной войны, генерал-майор.

## Биография
Родился 8 1900 году в деревне Падевичи, Белоруссия. С 1918 года в рядах РККА. С 1919 года член РКП(б)/КПСС. В 30-х годах преподавал в Военной электротехнической академии РККА (ныне Военная академия связи имени С. М. Будённого). В 1938 году защитил докторскую диссертацию. В годы ВОВ занимал должности заместителя начальника Политуправления фронта Ленинградского фронта, начальника отдела агитации и пропаганды. Работал редактором газет «На страже Родины» и Красная Звезда». В 1942 году повышен до звания генерал-майора. С 1950 в отставке. Работал в Военно-политической академии имени В. И. Ленина.

## Научная деятельность
Автор работ по военной истории, истории большевистской партии, вопросам ленинизма, автор ряда учебных пособий по истории КПСС.

## Награды
- Медаль За оборону Ленинграда (22.12.1942)[3];
- три ордена Красной Звезды (01.05.1943), (28.10.1967), (17.04.1943)[3];
- четыре орден Красного Знамени (03.11.1944), (03.11.1944), (01.08.1044), (20.06.1949)[3];
- два ордена Ленина (01.05.1945), (1945)[3];
- Медаль «За победу над Германией в Великой Отечественной войне 1941—1945 гг.» (09.05.1945)[3].

## Основные работы
Книги
- Фомиченко И. Я. Общие принципы политической работы в иностранных армиях. // Политработа в иностранных армиях.. — Л., 1929. — С. 1—16.
- Фомиченко И. Я. О Третьем съезде РСДРП: Обработ. стеногр. 2-х лекций.. — Л., 1940.
- Фомиченко И. Я. Итоги зимних боёв 1942/1943 г. войск Ленинградского фронта.. — Л., 1943. — (В помощь агитатору).
- Фомиченко И. Я. Великая победа Красной Армии под Ленинградом.. — Л., 1944.
- Фомиченко И. Я. Правда о победах Красной Армии.. — М., 1944.

Под редакцией
- Борьба КПСС против антиленинских групп и течений в период строительства социализма: Учебное пособие. / под ред. Фомиченко И. Я.. — Л., 1970.
- Критика буржуазных фальсификаций истории и политики КПСС: Учебное пособие. / 1под ред. Фомиченко И. Я. — М., 1974.

## Ссылка
- на сайте 1941g.wordpress.com
- Память народа